# 隋永举
隋永举（1932年11月—），是中国人民解放军高级将领，上将军衔。辽宁大连人。
隋永举小学辍学后帮农，1950年加入中国共产党，在供销社做售货员。1950年冬季征兵入伍，在旅大市公安部队服役，后在公安军边防部队服役，在西北边境服役长达十九年。1966年调入第二炮兵部队，在第二炮兵某基地从事政治职务，升至基地政委。1985年进入二炮总部，1992年出任二炮政委，1996年和杨国梁指挥二炮向台湾以东海域发射导弹。1997年退役。
1998年3月，第九届全国人大第一次会议上，他当选为全国人民代表大会常务委员会委员。